# 24328 Thomasburr

24328 Thomasburr (tên chỉ định: 2000 AF54) là một tiểu hành tinh vành đai chính. Nó được phát hiện bởi dự án Nghiên cứu tiểu hành tinh gần Trái Đất Lincoln ở Socorro, New Mexico, ngày 4 tháng 1 năm 2000. Nó được đặt theo tên Thomas McLean Burr, an American high school student whose behavioral và social sciences project won second place ở the 2008 Giải thưởng Khoa học và Kỹ thuật Intel. Thomas is now attending Duke University ở Durham, North Carolina